# Arcijáhen
Arcijáhen či arcidiakon (z řeckého archidiakonos) je titul a úřad duchovního. Ve středověké katolické církvi patřil k nejvýznamnějším úředníkům diecéze, jeho význam ale upadl se zavedením úřadů vikáře a generálního vikáře a dnes se již neobjevuje. Úřad přežil u některých církví západního křesťanství (např. anglikánství) a u křesťanů sv. Tomáše.
Arcidiakon je v Pravoslaví ekvivalentní titul k protodiákonovi, který je mnichem.

## Katolická církev
V římskokatolické církvi existoval ještě donedávna, nicméně jeho význam se v průběhu dějin výrazně měnil. Ve středověku patřil arcijáhen k nejvýznamnějším úředníkům diecéze, která se od 11. století členila na arcijáhenství, v jejichž čele stál. Dohlížel na farní správu a kněžstvo, prestiží a pravomocemi stál někde mezi dnešními okrskovými vikáři a generálními vikáři. Vedle toho existoval též titul arcikněze. Po zavedení těchto úřadů význam úřadu arcijáhna upadl, neboť přišel o většinu pravomocí. Někde fakticky přestal být obsazován a využíván, jinde přetrvával coby úřad kněze pověřeného vizitacemi (donedávna např. v brněnské diecézi).. Do dnešní doby přetrval úřad a titul arcijáhna ještě v některých kapitulách. 

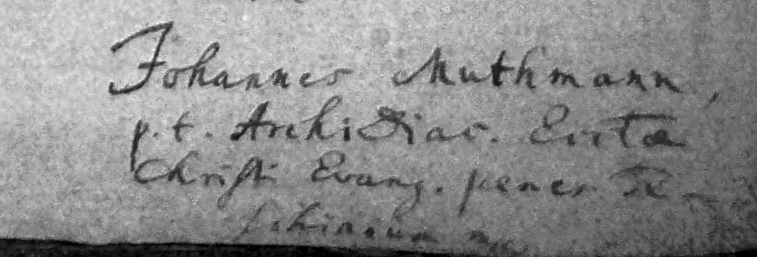
Podpis těšínského pastora Jana Muthmana z r. 1709 s připojeným titulem arcijáhna

## Pravoslaví
Arcidiakon (arcijáhen) je v Pravoslaví ekvivalentní titul k protodiákonovi, který je mnichem.

## Evangelické církve
Titul arcijáhna užívali v minulosti i duchovní v evangelických církvích; nejčastěji tento titul užíval druhý duchovní evangelických městských kostelů.
Titul arcijáhna byl v 18. století užíván v evangelické církvi na Těšínsku.

## Prvotní církev

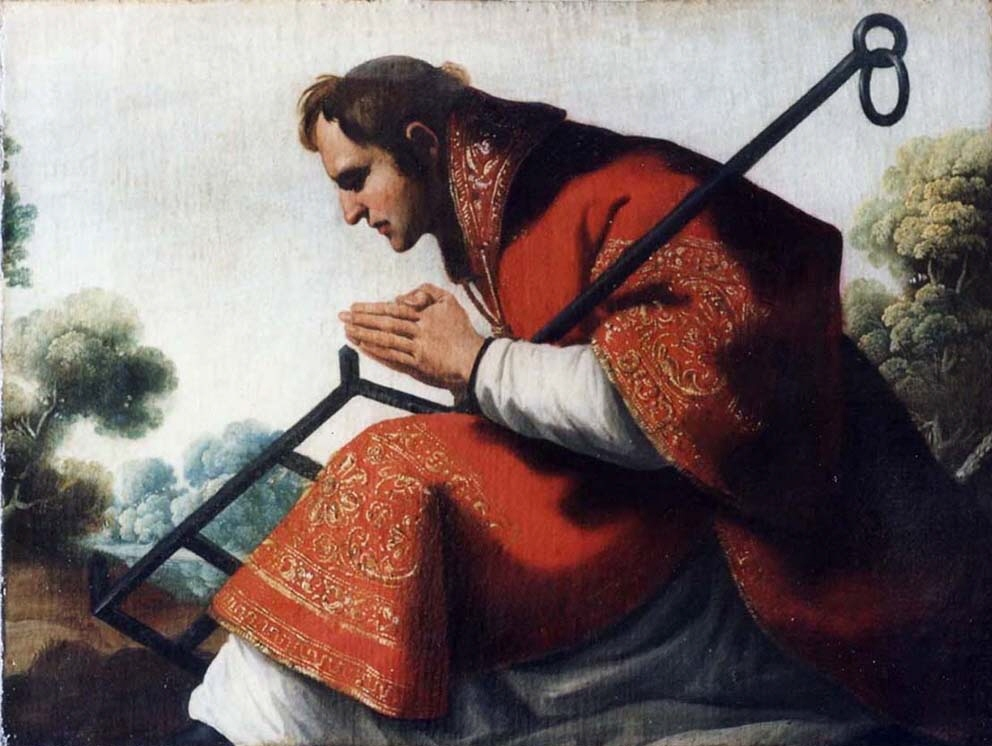
Svatý Vavřinec († 258), římský (arci)jáhen za časů papeže Sixta II. Jeho atributem je rošt, na kterém byl dle legend upečen k smrti.

Prvotní církev měla již od počátku své jáhny, což byla funkce a titul duchovního v obci. Pro významné jáhny významných obcí starověku se v moderní literatuře občas též objevuje označení arcijáhen, např. u sv. Vavřince. Terminologicky to ale není přesné, protože tehdy se tak nenazývali a i úkoly a pravomoci měli jiné. Víc viz v článku jáhen.